# Axel Wanscher
Axel Wanscher (5. januar 1902 på Frederiksberg – 17. oktober 1973) var en dansk arkitekt.
Axel Wanscher havde ikke arkitekturinteressen fra fremmede, da han var af slægten Wanscher. Han var søn af kunsthistorikeren Vilhelm Wanscher og maleren Laura Kirstine Baagøe Zeuthen og bror til møbelarkitekten Ole Wanscher. Han fik sin uddannelse på Teknisk Skole og var elev af Carl Brummer, Aage Lønborg-Jensen og Thorkild Henningsen. Han modtog K.A. Larssens legat 1928 og tog til Californien samme år. Siden kom han til Italien 1936, 1937, 1946 og 1948. Han drev egen tegnestue fra ca. 1935 og havde tegnestuefællesskab med Peter Collin, Hans Bølling og Flemming Behnke 1965-72. 
Axel Wanscher blev gift 22. december 1933 i Gentofte med Carla Rigmor Wiingaard Nielsen (9. april 1901 i Roskilde – 16. april 1979), datter af købmand Carl Christian Nielsen og Christiane Augusta Wiingaard.

## Værker
- Folkebanken (tv.), København (1936)
- Østervold Kollegiet, København (ca. 1966)
- Øresundskollegiet, København (1974)

- Enfamiliehus, Østerled 24, København (1932, for Vilhelm Wanscher efter dennes udkast)
- Eget hus, Slotsvej 23 A, Charlottenlund (1934)
- Hus på Svanemøllevænget, København (1935)
- Medicinalvarefabrik for H. Lundbeck & Co, Vermundsgade 19, Amagerbro, København (1935)
- A/S Folkebankens bygning, Ålholmvej 1, København (1936, præmieret 1937)
- Frederikssundsvej 23, København (1937-41)
- Lyngby Hovedgade 62, Kongens Lyngby (1937-41)
- Beboelsesejendom, Ordrupvej 69-73, Ordrup (1937, præmieret 1938)
- Jensløvs Tværvej 11-13, Charlottenlund (1938, præmieret 1939)
- Industrihus, Thorsgade 37, Islands Brygge, København (1939-40, nedrevet)
- Den tyske skole, Emdrupvej (fra 1941 efter udkast af Werner March, senere Emdrupborg, ombygget af Thomas Havning 1945-48)
- Ombygning af Tolbodgade 10, København (1951)
- Ejendom for Håndværkerforeningen, Frederikssundsvej, København (1951)
- Rækkehuse i Herlev (1951)
- Rækkehuse i Rungsted (1951)
- Rækkehuse i Ringsted (1953)
- 20 enfamiliehuse, Espergærde (1952)
- Boligbebyggelsen Lindevangen, Tåstrup (1965)
- Islandshus, Islands Brygge, København (1966)
- Østervold Kollegiet, Øster Voldgade 20, København (ca. 1966)
- Brdr. Bendix' værksted og udstilling, Rødovre (ca. 1966)
- Boligbebyggelsen Charlottegården, Hedehusene (1970)
- Øresundskollegiet, Uplandsgade/Dalslandsgade, Amagerbro, København (1971–74, sammen med Peter Collin, Hans Bølling og Flemming Behnke)
- Desuden en række enfamiliehuse